# Kuosasj-Jaure (Gällivare socken, Lappland, 750845-166357)
Kuosasj-Jaure är en sjö i Gällivare kommun i Lappland och ingår i Kalixälvens huvudavrinningsområde. Sjön har en area på 0,121 kvadratkilometer och ligger 585,9 meter över havet. Sjön avvattnas av vattendraget Kuosasjåkka.

## Delavrinningsområde
Kuosasj-Jaure ingår i det delavrinningsområde (750767-166516) som SMHI kallar för Mynnar i Kalixälvens vattendragsyta. Medelhöjden är 642 meter över havet och ytan är 20,15 kvadratkilometer. Det finns inga avrinningsområden uppströms utan avrinningsområdet är högsta punkten. Kuosasjåkka som avvattnar avrinningsområdet har biflödesordning 2, vilket innebär att vattnet flödar genom totalt 2 vattendrag innan det når havet efter 356 kilometer. Avrinningsområdet består mestadels av skog (62 procent) och kalfjäll (34 procent). Avrinningsområdet har 0,16 kvadratkilometer vattenytor vilket ger det en sjöprocent på 0,8 procent.